# 彭中傑
彭中杰（1948年—），中國知名作家及國畫畫家。中國湖南省湘潭市韶山冲人。父親為中國著名語言學家彭鐸。 
1948年出生於汉口，幼時隨父母移居蘭州。1965年入讀蘭州西北中學，三年後文革爆發而被迫輟學。並在1968年作為知青派往甘肅清水縣馬家堡開始了3年上山下鄉生活。
1971年，彭中傑被招進天水市油泵油嘴厂做學徒。期間通過自學並於1973年考進甘肃工业大学机械系的热处理专业。1977年畢業後回到天水油泵油嘴厂擔任技术员。由于那时文学艺术的解冻非常迅猛，本来就爱好文学的彭中杰节在工作之餘也试着進行小说散文的創作，並多次被主流文藝雜誌登載和約稿，名噪一时。
1979年．彭中傑離開天水前往蘭州發展，並擔任省京剧团擔當编剧，期間加入甘肃作家协会以及中国科普作协。後於1984年離開劇團加入甘肅日報社擔任少年文史報編輯，撰写了上百篇艺术评论和文史研究文章，被誉为西北具有代表性的学者。后调任甘报日報专刊部，负责文化版面。后专刊撤消，改副刊部，负责“百花”文学副刊直至2008年退休。
在文學創作的同時，彭中傑也利用业余时间進行国画研习和创作，創作作品主要以水墨山水畫為主，畫風無拘無束自成一格。在2002年在蘭州举办首次画展並得到廣泛好評；2008年退休后在甘肃省博物馆再办山水画展。